# كركي متوج
الكركي المتوج أو الغُرنوق أو الغِرنيق أو البلياري (الاسم العلمي: Balearica) هو جنس الطيور يحتوي على نوعين موجودين في الفصيلة الكركية.

## التصنيف
للكركي المتوج نوعين:
| صورة | اسم شائع       | توزيع                                                                     |
| ---- | -------------- | ------------------------------------------------------------------------- |
|      | كركي متوج أسود | إفريقيا جنوب الصحراء الكبرى                                               |
|      | كركي متوج أرمد | شرق جمهورية الكونغو الديمقراطية وفي أوغندا وأنغولا جنوبًا إلى جنوب إفريقيا |